# Storyteller
Storyteller é um sistema de jogabilidade RPG criado por Mark Rein*Hagen, da editora estadunidense White Wolf que utiliza o sistema D10 (dados de dez faces). Seu sistema é extremamente interpretativo, cujo principal objetivo é a geração de crônicas (histórias). Seu cenário mais famoso é o Mundo das Trevas. Seu sucessor comercial é o Storytelling.

## História
Enquanto estava no caminho para Gen Con '90, Mark Rein*Hagen teve a ideia de um novo design de jogo que se tornaria Vampiro: a Máscara. Tom Dowd, co-designer de  Shadowrun, trabalhou com o Rein-Hagen para adaptar a mecânica do núcleo do sucesso do seu jogo anterior para usar d10 em vez de d6 para calcular a probabilidade.
Nos anos seguintes, vários jogos foram publicados com esse sistema de regras. Os jogos do Mundo das Trevas usaram exclusivamente esse sistema, assim como Street Fighter: The Storytelling Game (1995), Trinity (1997) e Exalted (2001).
O "Sistema Storyteller" foi descontinuado em 2003, depois de concluida a construção do metaplote desde Vampire: The Masquerade. Foi substituído pelo "Sistema Storytelling", um conjunto de regras mais racionalizado. O Storytelling System estreou em The World of Darkness em 2004.

## Criação de personagem
No sistema Storytelling, os personagens são criados com bolinhas de personagem que viram bolinhas em sua ficha. Cada bolinha vale um dado de dez lados (d10) – quanto mais bolinhas em um Atributo ou Habilidade, melhor o personagem será naquilo. Esses dados formam a Dice Pool (piscina de dados) usada pra saber se uma ação dá certo ou não.
Os personagens têm nove Atributos, divididos em Mental, Físico e Social, mas também em três funções: Poder (mudar o ambiente), Finesse (usar habilidades com precisão) e Resiliência (aguentar porrada). A tabela fica assim:
|             | Mental       | Físico   | Social      |
| ----------- | ------------ | -------- | ----------- |
| Poder       | Inteligência | Força    | Presença    |
| Finesse     | Raciocínio   | Destreza | Manipulação |
| Resiliência | Perseverança | Vigor    | Compostura  |

Todos os Atributos são avaliados em uma escala de um a cinco bolinhas. Dois bolinhas representam uma capacidade média nesse atributo, enquanto cinco demonstram o auge da habilidade humana. Em geral, os atributos não podem ter um valor zero no Sistema Storytelling.
Os personagens têm uma ampla gama de Perícias para escolher que representam áreas especializadas de conhecimento. Assim como os Atributos, cada Habilidade/Perícia possui até cinco bolinhas para representar a proficiência do personagem. Diferentemente dos Atributos, no entanto, as Habilidades podem ter zero bolinhas preenchidos para indicar completa falta de treinamento e experiência.
As Vantagens no jogo incluem coisas como a Defesa do personagem, Saúde, Iniciativa, Moralidade, Tamanho, Velocidade e Força de Vontade. A maioria dessas Vantagens já existe com valores pré-atribuídos durante a criação do personagem ou são derivadas de um ou mais Atributos ou Perícias do personagem.
No Sistema Storytelling, cada personagem tem uma Virtude e um Vício. Uma Virtude é alguma qualidade que define a personalidade do personagem e um ideal que ele busca alcançar. Um Vício é uma fraqueza fundamental na personalidade do personagem e um defeito ou prazer culpado ao qual ele cede, mesmo sabendo que poderá sofrer consequências. Os personagens podem recuperar Força de Vontade ao satisfazer sua Virtude ou Vício.
No Sistema Storytelling, personagens sobrenaturais jogáveis são criados aplicando um arquétipo ao personagem durante a criação, antes das Vantagens e da Experiência. Por exemplo, para um personagem Vampiro, aplica-se um arquétipo que descreve certos atributos vampíricos (Disciplinas, bolinhas de Sangue etc.). Para manter o equilíbrio, apenas um arquétipo sobrenatural pode ser aplicado por personagem.
Vantagens (Merits) são habilidades e qualidades benéficas que o personagem pode possuir. Elas são, de certa forma, parecidas com os Talentos (Feats) do Sistema d20, permitindo que o personagem realize ações que as regras básicas normalmente não permitiriam. Elas são organizadas em categorias Mental, Física e Social, assim como os Atributos e as Perícias. No Sistema Storytelling, os personagens iniciais recebem 7 bolinhas para comprar Vantagens. Algumas Vantagens se aplicam a determinados Atributos e fornecem bônus quando eles são utilizados. Algumas também requerem um número mínimo de bolinhas em algum outro Atributo para poderem ser compradas. Cada Vantagem tem um número de bolinhas que indica o seu custo. Por exemplo, uma Vantagem que custe 4 bolinhas, como "Senso Comum", precisa de 4 bolinhas para ser comprada. Outras têm uma faixa de bolinhas; por exemplo, "Idioma" custa um ponto por nível e o jogador pode comprá-la até o nível que desejar.

### Mecânicas do jogo
Todas as mecânicas do Sistema Storytelling utilizam um número de dados de dez faces (d10s). O Mestre do jogo é chamado de Narrador.
Dependendo da situação, o personagem reúne um número de Pontos em Atributos e Perícias associados à ação que precisa executar. Cada ponto representa um d10 que vai para a Parada de Dados para resolver a ação. Por exemplo, se o personagem estiver escalando uma parede, ele soma o número de Pontos em seu Atributo Força e sua Perícia Atletismo. Nesse caso, se ele tiver Força 3 e Atletismo 4, ele terá 7 dados em sua Parada.
Em ambos os sistemas, os dados são jogados contra um número-alvo. Em Chronicles of Darkness, o número-alvo sempre é 8. Cada dado que atingir esse número ou maior conta como um "Sucesso", e quanto maior o número de sucessos, maior o grau de realização.
Modificadores são bônus ou penalidades que o Narrador aplica a uma rolagem, aumentando ou diminuindo o número de dados da Parada até um máximo de 5.
Se o personagem não tiver dados disponíveis devido a modificadores negativos, a ação parece impossível. Entretanto, o personagem ainda pode fazer uma Jogada de Sorte, rolando um único d10. Nesse caso, apenas o resultado 10 conta como sucesso (e ele pode rolar novamente para mais sucessos), enquanto o resultado 1 é uma Falha Dramática.
O tempo no Sistema Narrativo é medido em pequenos Turnos de três segundos. Os Turnos compõem uma Cena, que por sua vez compõe um Capítulo. Um Capítulo geralmente é uma sessão de jogo e os Capítulos são interligados em uma História geral, definida em uma Crônica (ou o Panorama Geral), o tema e o cenário de todo o jogo.
Existem três tipos básicos de Ações no Sistema Narrativo. Ações Instantâneas levam muito pouco tempo, como tirar uma arma da trava de segurança ou gritar uma pequena mensagem para um aliado. Ações Estendidas levam mais tempo para serem realizadas e podem se estender por vários Turnos, como abrir uma janela emperrada ou trocar uma lâmpada. Ações Contestadas são Ações que envolvem lidar com o que o oponente faz, como atirar em um alvo em movimento durante uma Cena de Combate.
Para cada Sucesso que um personagem obtém em sua jogada de Ataque contra um oponente, ele inflige um Ponto de Vitalidade de Dano ao alvo. Existem três tipos de Dano nos jogos da White Wolf: Contundente, Letal e Agravado. Dano Contundente é infligido por objetos contundentes que golpeiam os alvos, como um taco de beisebol. Dano Letal é causado por armas cortantes e perfurantes, como facas e revólveres. Dano Agravado é infligido principalmente por fontes sobrenaturais e pelas fraquezas de criaturas sobrenaturais (como fogo e luz solar contra vampiros ou prata contra lobisomens); no entanto, também pode ser infligido por envenenamento por radiação grave. Personagens se recuperam de Dano Contundente rapidamente, enquanto Dano Agravado leva mais tempo para se recuperar.
As caixas de Saúde são marcadas por Dano. Quando a última caixa está marcada com Dano Contundente, o personagem geralmente corre o risco de desmaiar; se a última caixa está marcada com Dano Letal, o personagem fica indefeso e geralmente corre o risco de morrer sem atenção médica; e se a última caixa está marcada com Dano Agravado, o personagem está morto. Se a barra de Saúde de um personagem estiver cheia de Dano Contundente, qualquer Dano Contundente adicional é atualizado para Letal, e se a barra de Saúde de um personagem estiver cheia de Dano Letal, qualquer Dano Contundente ou Letal adicional é atualizado para Agravado.
Após uma partida, o Narrador pode conceder pontos de experiência aos jogadores para aprimorar os Atributos, Talentos e Perícias de seus personagens. A distribuição de experiência normalmente se baseia no desempenho no RPG (especialmente se houver falhas), bem como na realização de objetivos de curto e longo prazo.

## Sistemas Variantes

### Sistema Storyteller
O Sistema Storyteller (anterior ao Storytelling) usava Habilidades em vez de Perícias. Os atributos mentais eram Percepção em vez de Raciocínio, e os atributos sociais eram Carisma e Aparência em vez de Presença e Compostura. Também era possível ter zero pontos em Aparência, refletindo personagens monstruosos.
O número-alvo para os testes variava (normalmente 6). Os jogadores também recebiam Pontos Bônus na criação, que podiam ser gastos como XP para aumentar características, geralmente com custos fixos. Vantagens eram opcionais, chamadas às vezes de Antecedentes, que incluíam recursos como Contatos e Recursos.
As Virtudes e Vícios eram raras; muitos jogos tratavam o caráter como Natureza e Comportamento.

### Mind's Eye Theatre
O sistema do Mind's Eye Theatre era voltado para LARP e mudava as mecânicas para cartas ou pedra-papel-tesoura, resolvendo os testes com base nisso.

### Regras do God-Machine
Em 2013, a White Wolf lançou o God-Machine Chronicle, com novas mecânicas, incluindo Condições e Inclinações (efeitos temporários). Também introduziu o conceito de Batidas (Beats), que os jogadores ganham enfrentando dificuldades e que são trocadas por Experiência.

### Storypath System
No sistema Storypath (usado em Scion e Trinity), há um recurso narrativo chamado Momentum, que os personagens ganham quando falham testes e gastam para garantir sucesso quando realmente importa. Também introduziu a mecânica Scale para diferenças extremas entre os personagens (como entre um humano e um gigante).
Em 2022, a Onyx Path anunciou o Storypath Ultra, que simplifica e unifica essas regras.

## Lista de jogos
Ao longo dos anos seguintes, vários jogos foram publicados sob este conjunto de regras
- Vampire: The Masquerade (1991)[3]
- Werewolf: The Apocalypse (1992)[4]
- Mage: The Ascension (1993)[5]
- Street Fighter: The Storytelling Game (1995)[6]
- Wraith: The Oblivion (1996)[7]
- Changeling: The Dreaming (1997)[8]
- Kindred of the East (1998)[9]
- Hunter: The Reckoning (1999)[10]
- Trinity (1999)[11]
- Exalted (2001)[12]
- Mummy: The Resurrection (2001)[13]
- Demon: The Fallen (2002)[14]
- Orpheus (2003)[15]
- Vampire: The Masquerade, 20th Anniversary Edition (2011)
- Werewolf: The Apocalypse, 20th Anniversary Edition (2013)
- Mage: The Ascension, 20th Anniversary Edition (2014)